# Cariamiformes
I Cariamiformi (Cariamiformes Hackett et al., 2008) sono un antico ordine comprendente uccelli perlopiù incapaci di volare che fece la sua comparsa già circa 63 milioni di anni fa. Il gruppo comprende la sola famiglia vivente dei Cariamidi, e le famiglie estinte dei Forusracidi, dei Batornitidi, degli Idiornitidi e degli Ameghinornitidi. Considerati in passato come un semplice sottordine dei Gruiformi, sulla base di studi sia morfologici che genetici è stato scoperto che in realtà appartengono a un distinto gruppo di uccelli, gli Australaves, che, tra gli altri, comprende Falconidi, Psittaciformi e Passeriformi.
Questa classificazione è stata confermata da uno studio del 2014 sui genomi interi di 48 specie di uccelli rappresentative. Questa analisi mostra che i Cariamiformi sono basali tra gli Australaves esistenti, mentre i falchi sono i più basali; in combinazione con il fatto che i due rami più basali di Afroaves (avvoltoi del Nuovo Mondo, Accipitriformi e gufi) sono predatori, si pensa che l'antenato comune dei Telluraves, fosse un predatore. Tuttavia, alcuni ricercatori, come Darren Naish, ritengo che questa valutazione sia tendenziosa verso i rappresentanti più noti e predatori del clade, e in effetti almeno una forma, Strigogyps, sembra essere stata erbivora.
Il più antico resto fossile conosciuto appartenente a un membro di questo gruppo è un femore isolato trovato nella Formazione Lopez de Bertodano, sull'isola di Vega, nei pressi dell'Antartide. Questo fossile, risalente al Cretaceo superiore (circa 65 milioni di anni fa), è del tutto identico al femore degli attuali seriema e apparteneva a un imponente uccello alto circa 1 m. Per l'età e la posizione geografica, si ritiene che questa specie, alla quale non è ancora stato dato un nome, sia strettamente imparentata con gli antenati di Cariamidi e Forusracidi.